# Karpalled
Karpalleden är en term som mest används när man talar om djur såsom fåglar och hästar men som hos människan kan liknas vid handleden. Hos fåglar är karpalleden den led i vingen mellan handen och armen som ger vingen dess typiska vinklade utseende, vingknogen.